# Liste der Burgen, Schlösser, Adelssitze und wehrhaften Stätten im Main-Tauber-Kreis

Diese Liste nennt die Burgen, Schlösser, Adelssitze und wehrhaften Stätten im Main-Tauber-Kreis in Baden-Württemberg.
Zu den Burgen und Schlössern zählen neben vorhandenen Anlagen, von denen bauliche Reste oder erkennbare Spuren im Gelände erkennbar sind, auch abgegangene Anlagen, sofern bekannt. Zu den Adelssitzen zählen Herrenhäuser, Hofhaltungen oder Landsitze, sofern es sich dabei um den Wohnsitz einer Adelsfamilie handelte. Zu den wehrhaften Stätten zählen neben Viereckschanzen, Wallburgen, Wallanlagen und Stadtmauern auch Warttürme und Wehrkirchen.
Die Liste ist nach Städten bzw. Gemeinden und in der Folge nach Orten des Main-Tauber-Kreises sortiert und erhebt keinen Anspruch auf Vollständigkeit.

## Burgen, Schlösser, Adelssitze und wehrhafte Stätten
Erklärung zur Liste
- Name: Name der Anlage sowie alternativ verwendete Namen, sofern bekannt.
- Ort, Lage: Zeigt an, in welchem Ort das Gebäude steht; gegebenenfalls auch die Adresse. Geokoordinaten.
- Typ: Es wird der Gebäudetyp angegeben, wie Burg, Festung, Schloss, Gutshof, Wehrkirche, Wallanlage.
- Geschichte: geschichtlicher Abriss
- Zustand: Beschreibung des heutigen Zustands bzw. der heutigen Nutzung.
- Bild: Zeigt wenn möglich ein Bild des Gebäudes an.

### Ahorn
Burgen, Schlösser, Adelssitze und wehrhafte Stätten in Ahorn mit den Gemeindeteilen Berolzheim, Buch am Ahorn, Eubigheim, Hohenstadt und Schillingstadt:
sowie Bilder der Burgen und Schlösser
| Name                                                      | Ort, Lage      | Typ             | Geschichte | Zustand                       | Bild |
| --------------------------------------------------------- | -------------- | --------------- | --- | ----------------------------- | ---- |
| Bettendorfsches Schloss (Unteres Schloss) (Wasserschloss) | Eubigheim ⊙    | Schloss         | 1566 erbaut von den Freiherren von Bettendorf. Es handelte sich um ein ehemaliges Wasserschloss. Um 1770 Errichtung eines Neubaus. Besitzer ist seit 1867 die Altgemeinde Eubigheim, seit dem 1. Dezember 1971 die Gemeinde Ahorn. | erhalten; als Rathaus genutzt |      |
| Oberes Schloss Eubigheim                                  | Eubigheim ⊙    | Schloss         | Das Obere Schloss stand hinter dem Unteren Schloss. Es diente der Familie von Rüdt als Sitz. | abgegangen                    |      |
| Dorfbefestigung Schillingstadt                            | Schillingstadt | Dorfbefestigung | Von der ehemaligen Dorfbefestigung, die den Ort einst umgab, sind keine Spuren mehr vorhanden. Das letzte von drei Toren, das „dicke“ Tor, gegen Eubigheim zu, wurde 1833 abgebrochen.                                             | abgegangen                    |      |

### Assamstadt
Auf dem Gebiet der heutigen Gemeinde Assamstadt sind keine größeren Burgen und Schlösser bekannt. Im Ort gibt es jedoch das Schloßgässle (⊙) – Der Straßenname führt bis ins hohe Mittelalter zurück. Ein ehemaliger „Herrenhof“, der in alten Urkunden erwähnt wird, soll einst dort gestanden haben und dem ansässigen niederen Dorfadel als Sitz gedient haben. Es handelte sich wohl nicht um ein prunkvolles Schloss. Im 14. Jahrhundert gelang Assamstadt als Lehen von Kurmainz in den Besitz der Herren von Deufel/Teufel. Mit dem Tod der kinderlos gebliebenen Eva von Teufel starb auch das Geschlecht dieser Herrenfamilie im Jahre 1451 aus. Im Jahre 1808 fand man bei Grabarbeiten zum Fundament eines Hauses im Schloßgässle ein gewölbtes Grab mit einem Schwert sowie einigen kleineren Waffen.

### Bad Mergentheim
Burgen, Schlösser, Adelssitze und wehrhafte Stätten in Bad Mergentheim mit den Stadtteilen Althausen, Apfelbach, Bad Mergentheim, Dainbach, Edelfingen, Hachtel, Herbsthausen, Löffelstelzen, Markelsheim, Neunkirchen, Rengershausen, Rot, Stuppach und Wachbach:
sowie Bilder der Burgen und Schlösser
| Name                                                            | Ort, Lage                     | Typ              | Geschichte | Zustand                                            | Bild |
| --------------------------------------------------------------- | ----------------------------- | ---------------- | --- | -------------------------------------------------- | ---- |
| Schloss Mergentheim (Deutschordensschloss)                      | Bad Mergentheim ⊙             | Schloss          | Im 11. Jahrhundert als mittelalterliche Wasserburg erbaut. Gelangte 1219 als Komturei an den Deutschen Orden. Im 16., 17. und 18. Jahrhundert erfolgten Umbauten zum Schloss. Das Schloss war ab 1527 Sitz der Deutschmeister und einige Jahre später auch des Hochmeisters des Deutschen Ordens. | erhalten                                           |      |
| Ketterburg (Burg Ketterberg)                                    | Bad Mergentheim, Ketterberg ⊙ | Burgstall        | Die Burg wurde im Jahre 1730 abgetragen. | abgegangen                                         |      |
| Stadtbefestigung Bad Mergentheim                                | Bad Mergentheim ⊙             | Stadtbefestigung | Historische Stadtbefestigung mit Stadtmauern, Türmen und Toren, mittelalterlich. Reste bei Mühlwehrstraße 32, Münzgasse 8, Obere Mauergasse 48, Türkengasse 12, 14, 16 und Würzburger Straße. | abgegangen, Reste erhalten                         |      |
| Wartturm Bad Mergentheim                                        | Bad Mergentheim ⊙             | Warte            | Im 14. Jahrhundert erbaut. Rundturm aus Bruchsteinmauerwerk, auf dem Wartberg südsüdöstlich von Bad Mergentheim. | erhalten                                           |      |
| Wehrkirche St. Margareta Markelsheim (Bergkirche St. Margareta) | Markelsheim ⊙                 | Wehrkirche       | Wehrkirche mit Schlüssellochschießscharten im Kirchturm. | erhalten                                           |      |
| Burg Wachbach                                                   | Wachbach ⊙                    | Wasserburg       | Zwischen 1150 und 1250 errichteten die Herren von Hohenlohe in Wachbach eine Wasserburg. | abgegangen; Graben und geringe Steinreste erhalten |      |
| Schloss Wachbach (Adelsheimer Schloss)                          | Wachbach ⊙                    | Schloss          | Auf den Grundmauern der abgegangenen Wasserburg ließen die Herren von Adelsheim von Michel Niklas in der Zeit von 1588 bis 1592 ein Schloss im Stil der Renaissance erbauen. | erhalten                                           |      |
| Wehrkirche Wachbach                                             | Wachbach ⊙                    | Wehrkirche       | Evangelische Wehrkirche in Wachbach; Kirchenburg; erbaut im 12/13. Jahrhundert; spätere Veränderungen; Bemerkenswert: Massiver Kirchturm (Chorturm) mit Schießscharten; Gaden-Kirchenburg; 2 Gaden rekonstruiert.                                                                                 | erhalten                                           |      |

### Boxberg
Burgen, Schlösser, Adelssitze und wehrhafte Stätten in Boxberg mit den Stadtteilen Angeltürn, Bobstadt, Boxberg, Epplingen, Kupprichhausen, Lengenrieden, Oberschüpf, Schwabhausen, Schweigern, Uiffingen, Unterschüpf, Windischbuch und Wölchingen:
sowie Bilder der Burgen und Schlösser
| Name                          | Ort, Lage     | Typ                            | Geschichte | Zustand                                    | Bild |
| ----------------------------- | ------------- | ------------------------------ | --- | ------------------------------------------ | ---- |
| Ficksches Schloss             | Angeltürn ⊙   | Schloss                        | 1617 erbautes und 1768 erneuertes ehemaliges Herrschaftshaus. Diente den Freiherren von Fick als Familiensitz. Ging 1879 an die Gemeinde und die Kapelle an den katholischen Pfarrfond über. | erhalten; heute kath. Kirche mit Pfarrhaus |      |
| Wehrkirche Angeltürn          | Angeltürn ⊙   | Wehrkirche                     | 1322 erstmals urkundlich erwähnt. Sechs gotischen Wandfresken im Chorraum um 1450. | erhalten                                   |      |
| Wehrkirche Bobstadt           | Bobstadt ⊙    | Wehrkirche                     | Wehrkirche, St. Michaeliskirche, 1756 bezeichnet. | erhalten                                   |      |
| Kurpfälzisches Amtshaus       | Boxberg ⊙     | Amtshaus                       | Nach 1747 errichtet. Ehemals Amtsgericht. Heute Rathaus. | erhalten; heute Rathaus                    |      |
| Burg Boxberg                  | Boxberg ⊙     | Burgrest                       | Abgegangene mittelalterliche Burg. Bereits im 11. Jahrhundert erwähnt. Auf den Grundmauern der ersten Burg wurde 1430 eine zweite Anlage erbaut.                                             | abgegangen                                 |      |
| Stadtbefestigung Boxberg      | Boxberg ⊙     | Stadtbefestigung               | Historische Stadtbefestigung mit Stadtmauern, mittelalterlich. Reste der Stadtmauer bei Kurpfalzstraße 29.                                                                                   | abgegangen, Reste erhalten                 |      |
| Burg Schüpf (Burg Oberschüpf) | Oberschüpf ⊙  | Burgrest                       | Ruine einer gegen Ende des 12. Jahrhunderts erbauten Spornburg. Im Volksmund auch „Altes Schloss Oberschüpf“ genannt zur Unterscheidung vom Schloss Oberschüpf.                              | abgegangen                                 |      |
| Schloss Oberschüpf            | Oberschüpf ⊙  | Schloss                        | 1587 erbauter dreigeschossiger Renaissancebau mit Renaissanceportal am Treppenturm. | erhalten                                   |      |
| Wehrkirche Oberschüpf         | Oberschüpf ⊙  | Wehrkirche                     | Einschiffige romanische Wehrkirche. Um 1200 errichtet. Innenfresken bzw. frühgotische Wandmalereien um 1290/1300.                                                                            | erhalten                                   |      |
| Schloss Unterschüpf           | Unterschüpf ⊙ | Schloss (früher Wasserschloss) | Ehemaliges Wasserschloss, das ab 1610 anstelle eines aus dem Jahre 1561 stammenden Vorgängerbaus als Sitz der Ritter von Rosenberg im Renaissance-Stil errichtet wurde.                      | erhalten                                   |      |

### Creglingen
Liste der Burgen, Schlösser, Adelssitze und wehrhafte Stätten in Creglingen mit den Stadtteilen Archshofen, Blumweiler, Craintal, Creglingen, Finsterlohr, Frauental, Freudenbach, Münster, Niederrimbach, Oberrimbach, Reinsbronn, Schmerbach und Waldmannshofen:
sowie Bilder der Burgen und Schlösser
| Name                                                                                | Ort, Lage                 | Typ                                | Geschichte | Zustand                                    | Bild |
| ----------------------------------------------------------------------------------- | ------------------------- | ---------------------------------- | --- | ------------------------------------------ | ---- |
| Schloss Archshofen                                                                  | Archshofen ⊙              | Schloss                            | 1391 zerstört. 1462 zerstört. Um 1570 Errichtung eines Neubaus. 1638 im Dreißigjährigen Krieg zerstört, anschließend Wiederaufbau. | erhalten                                   |      |
| Burg Brauneck                                                                       | Brauneck ⊙                | Burgruine                          | 12./13. Jh. errichtet. 1230 Erwähnung als „Brunecke“. Am 10. Mai 1525 im Bauernkrieg eingenommen, geplündert und in Brand gesteckt, anschließend Wiederaufbau. Ende 17. Jh. Errichtung eines Fachwerkwohngebäudes. Ab 1699 Nutzung als Bauerngut. 1807 Bau eines neuen Wohnhauses an der nördlichen Hofmauer. 1875 Abbruch des Fachwerkwohngebäudes.                                                                                       | abgegangen, Reste in neueren Teilen        |      |
| Romschlösschen (Romschlössle)                                                       | Creglingen ⊙              | Schloss                            | 1589 auf älteren Mauerresten errichtet. 1694–1791 Nutzung als Kastenamt. 1992–1994 saniert. | erhalten                                   |      |
| Schloss Creglingen (Wasserschloss Creglingen)                                       | Creglingen ⊙              | Schloss, früher Burg/Wasserschloss | Um 1100 als Burg für die Herren von Creglingen errichtet. Im Spätmittelalter als Schloss errichtet. 1600 Durchführung von Aus-/Umbauten. 1734 stark erneuert. | abgegangen, Reste des Wohnturms erhalten   |      |
| Stadtbefestigung Creglingen                                                         | Creglingen ⊙              | Stadtbefestigung                   | Die Stadtbefestigung bestand einst aus einer Stadt- und Zwingermauer, mehreren Türmen und Toren sowie einem Graben zwischen Stadt- und Zwingermauer. Heute sind noch Reste der Stadtmauer an der terrassenförmigen Gartenanlage beim Romschlösschen erhalten. | abgegangen, kleiner Rest erhalten          |      |
| Burg Finsterlohr                                                                    | Finsterlohr ⊙             | Burgstall                          | Von den Herren von Finsterlohr erbaut und als Stammsitz genutzt. 1381 von Rothenburgern niedergebrannt. Bei der romanische Wehrkirche St. Margaretha bestehen noch geringe Reste der ehemaligen Burg. | abgegangen, geringe Reste erhalten         |      |
| Oppidum Finsterlohr (Oppidum Burgstall) (Wallburg Finsterlohr) (Wallburg Burgstall) | Finsterlohr / Burgstall ⊙ | Wallburg                           | Keltische Fliehburg aus der Latène-Zeit ca. 200 v. Chr. Der Gesamtumfang der Anlage betrug etwa 5000 Meter. Die ehemalige Wallburg mit dreiphasigem Hauptwall befand sich oberhalb der Tauber auf der Hochfläche zwischen den Tälern der Schonach und des Holderbachs. | abgegangen, Wall- und Grabenreste erhalten |      |
| Wehrkirche Finsterlohr                                                              | Finsterlohr ⊙             | Wehrkirche                         | Romanische Wehrkirche St. Margaretha mit Kirchhofmauer und Resten einer ehemaligen Burganlage, 11./13. Jahrhundert, in der Mauer ehemalige Etterstocktafel, 19. Jahrhundert. | erhalten                                   |      |
| Dorfbefestigung Frauental                                                           | Frauental ⊙               | Dorfbefestigung                    | Einfriedungsmauer mit dem ehemaligen Kloster und Dorf Frauental. Den ehemaligen Klosterbezirk bzw. das spätere Dorf einst vollständig umlaufender Mauerzug aus Muschelkalk; der älteste Abschnitt im Bereich der Klosteranlage wohl kurz nach Gründung (1232) hergestellt; danach Befestigung der daran unmittelbar angrenzenden Höfe; später Einfriedung des gesamten Dorfbereichs; der Süd- und der Ostteil heute weitgehend abgegangen. | abgegangen, Reste erhalten                 |      |
| Burg Lichtel (Wehrkirche Lichtel)                                                   | Lichtel ⊙                 | Burgstall                          | 1235 erwähnt. Besitzer waren die Herren von Hohenlohe im 13. Jahrhundert und die von Lichtel. 1381 wurde die Burg im Städtekrieg teilweise und 1408 endgültig zerstört. Heute sind nur noch Reste im Turm der Kirche St. Nikolaus sowie zwei Gräben erhalten. | abgegangen, Mauerreste und Gräben erhalten |      |
| Lichteler Landturm                                                                  | Lichtel ⊙                 | Landhege, Landturm                 | Landturm als Teil der Rothenburger Landhege. Befestigungswälle (erbaut 1420–1450) zur Verteidigung des zur Stadt Rothenburg gehörenden Gebietes mit 183 Ortschaften. | abgegangen, Landturm erhalten              |      |
| Schloss Reinsbronn (Geyer-Schloss Reinsbronn)                                       | Reinsbronn ⊙              | Schloss                            | Ursprünglich Wasserburg. 1587/88 durch Philipp Geyer im Stil der Renaissance umgebaut (Baumeister Michel Nicklas). 1923 Einsturz des nördlichen Flügels. 1967 Beginn von Sanierungsarbeiten. | erhalten                                   |      |
| Wehrkirche Schmerbach                                                               | Schmerbach                | Wehrkirche                         | Schmerbach hatte früher eine Wehrkirche. Sie verfügte über zwei starke, viereckige Türme. Der Kirchhof war mit hohen Mauern befestigt. Hier fanden die Bewohner Unterkunft und Schutz während den kriegerischen Zeiten des Mittelalters. | abgegangen                                 |      |
| Burg Seldeneck                                                                      | Seldeneck ⊙               | Burgstall                          | 12. Jh. erbaut. 1265 erwähnt. 1404/08 zerstört. | abgegangen                                 |      |
| Schloss Waldmannshofen                                                              | Waldmannshofen ⊙          | Schloss                            | 1140 erwähnt. 13. Jh. Durchführung von Aus-/Umbauten. 1400 Durchführung von Aus-/Umbauten. 1523 zerstört. 1544 Wiederaufbau durch die Herren von Rosenberg. 1640/60 Umbau durch die Grafen Hatzfeld. Seit 1967 Nutzung als Feuerwehrmuseum. | erhalten                                   |      |

### Freudenberg
Liste der Burgen, Schlösser, Adelssitze und wehrhafte Stätten in Freudenberg mit den Stadtteilen Boxtal, Ebenheid, Freudenberg, Rauenberg und Wessental:
sowie Bilder der Burgen und Schlösser
| Name                               | Ort, Lage     | Typ              | Geschichte | Zustand                         | Bild |
| ---------------------------------- | ------------- | ---------------- | --- | ------------------------------- | ---- |
| Burg Freudenberg (Freudenburg)     | Freudenberg ⊙ | Burgruine        | Um 1190 erbaut. 1197 erwähnt („castrum Freudenberg“). Kurz nach 1200 Vollendung der Burganlage. 1361 Neubau des Palas und Erhöhung der Ringmauer. Ab 1497 Bau der Vorburg und Errichtung der Barbakane, Modernisierung der Anlage unter Graf Asmus von Wertheim. Nach 1556 nach dem Aussterben der Grafen von Wertheim verfallen. Ab 1984 Durchführung von Renovierungsarbeiten. 1996 archäologisch untersucht. | abgegangen; Ruine erhalten      |      |
| Burg Räuberschlösschen             | Freudenberg ⊙ | Burgstall        | 12./13. Jh. Durchführung von Aus-/Umbauten. Schon im frühen 13. Jh. verlassen. | abgegangen, Mauerreste sichtbar |      |
| Stadtbefestigung Freudenberg       | Freudenberg ⊙ | Stadtbefestigung | Historische Stadtbefestigung mit Stadtmauern, mittelalterlich. Reste der Zwingermauern, Schenkelmauern (siehe auch „Burgruine“) und Eis- bzw. Flutmauern; die von der Burgruine herabziehenden Schenkelmauern freistehend, die Stadtmauer in weiten Teilen in Bebauung integriert; 13.–16. Jh., bis ins 19. Jh. stellenweise abgetragen bzw. im 20. Jh. – mit Ausnahme der Vorstadt – in Teilen wiederaufgebaut; im Norden und im Süden des Mainufers im 18. Jh. Errichtung von Eis- bzw. Flutmauern (südliche Mauer mit Mariensäule). | abgegangen, Reste erhalten      |      |
| Keltische Viereckschanze Rauenberg | Rauenberg ⊙   | Viereckschanze   | Keltische Viereckschanze aus der Latènezeit bei Rauenberg. | abgegangen, Reste sichtbar      |      |

### Großrinderfeld
Burgen, Schlösser, Adelssitze und wehrhafte Stätten in Großrinderfeld mit den Gemeindeteilen Gerchsheim, Großrinderfeld, Ilmspan und Schönfeld:
sowie Bilder der Burgen und Schlösser
| Name                               | Ort, Lage   | Typ            | Geschichte | Zustand                    | Bild |
| ---------------------------------- | ----------- | -------------- | --- | -------------------------- | ---- |
| Schloss Schönfeld                  | Schönfeld ⊙ | Schloss        | 1376 erbaut. Häufige Besitzerwechsel: ein Seldeneck (1520), Caspar Lerch von Dirmstein (1620) und Daniel von Rieneck (1641). | erhalten                   |      |
| Keltische Viereckschanze Schönfeld | Schönfeld ⊙ | Viereckschanze | Keltische Viereckschanze bei Schönfeld an der Grenze Baden-Württemberg/Bayern.                                               | abgegangen, Reste sichtbar |      |

### Grünsfeld
Liste der Burgen, Schlösser, Adelssitze und wehrhafte Stätten in Grünsfeld mit den Stadtteilen Grünsfeld, Grünsfeldhausen, Krensheim, Kützbrunn, Paimar und Zimmern:
sowie Bilder der Burgen und Schlösser
| Name                               | Ort, Lage   | Typ              | Geschichte | Zustand                                                                    | Bild |
| ---------------------------------- | ----------- | ---------------- | --- | -------------------------------------------------------------------------- | ---- |
| Schloss Grünsfeld (Burg Grünsfeld) | Grünsfeld ⊙ | Schloss          | Ab 1215 erbaut. 1280 erwähnt. 1482/87 Durchführung von Aus-/Umbauten. 1525 im Bauernkrieg zerstört. | abgegangen; erhalten: zwei Tortürme, Wehranlagen, Ostflügel (Zehntscheune) |      |
| Stadtbefestigung Grünsfeld         | Grünsfeld ⊙ | Stadtbefestigung | Historische Stadtbefestigung mit Stadtmauer, Türmen und Toren, mittelalterlich. Reste bei Hauptstraße 18, Leuchtenbergstraße, Schloßstraße und Stadtbrunnenweg. Reste der Stadtbefestigung sind deutlich sichtbar auf dem „Schorren“ erhalten, einem etwa 30 Meter hohen Felsplateau. 1861 Abbruch des größten Teiles der Stadtbefestigung nach einem Großbrand. | abgegangen, Reste erhalten                                                 |      |
| Burg Krense                        | Krensheim ⊙ | (Wasser-)Burg    | Anhand alter Urkunden vermutlich im 12. Jahrhundert entstanden. Die Burg, deren Mauern, eingebrochene Gewölbe und Gräben in der Mitte des 19. Jahrhunderts noch deutlich erkennbar waren, lag östlich von Krensheim an einem See. Eine abgegangene Wasserburg im Krensheimer See wird vermutet.                                                                  | abgegangen                                                                 |      |
| Burg Zimmern                       | Zimmern ⊙   | Höhenburg        | Die im 11. Jahrhundert errichtete Burg Zimmern soll sich zwischen dem gleichnamigen Ort und Messelhausen auf einem steil ansteigenden Bergrücken etwa 800 Meter südlich von Zimmern, westlich des Messelhausener Grabens, befunden haben. Mitte des 19. Jahrhunderts war dort noch eine Ödung die als „Hirnschale“ bezeichnet wurde, sichtbar.                   | abgegangen                                                                 |      |

### Igersheim
Liste der Burgen, Schlösser, Adelssitze und wehrhafte Stätten in Igersheim mit den Gemeindeteilen Bernsfelden, Harthausen, Igersheim, Neuses und Simmringen:
| Name         | Ort, Lage              | Typ       | Geschichte | Zustand                                        | Bild |
| ------------ | ---------------------- | --------- | --- | ---------------------------------------------- | ---- |
| Burg Neuhaus | Staatsdomäne Neuhaus ⊙ | Burgruine | Um 1170 oder in der ersten Hälfte des 13. Jh. erbaut. 1281/82 erwähnt. 1525 im Bauernkrieg zerstört und anschließend wiederaufgebaut. Am 8. Juli 1552 zerstört. 1631 im Dreißigjährigen Krieg durch schwedische Truppen besetzt. 1704 Sitz eines Amtsmannes. 1732 Bergfried durch Blitzschlag beschädigt. 1792 Beginn von Abbrucharbeiten. Nach 1809 Nutzung als Staatsdomäne. | abgegangen; Reste erhalten; heute Staatsdomäne |      |

### Königheim
Liste der Burgen, Schlösser, Adelssitze und wehrhafte Stätten in Königheim mit den Gemeindeteilen Brehmen, Gissigheim, Königheim und Pülfringen:
sowie Bilder der Burgen und Schlösser
| Name                               | Ort, Lage    | Typ            | Geschichte | Zustand                    | Bild |
| ---------------------------------- | ------------ | -------------- | --- | -------------------------- | ---- |
| Große Keltenschanze Brehmen        | Brehmen ⊙    | Viereckschanze | Die größere von zwei Keltenschanzen bei Brehmen. Im Wald östlich von Brehmen liegt die Hauptschanze mit den Abmessungen von 113 × 78 Meter.                     | abgegangen, Reste sichtbar |      |
| Kleine Keltenschanze Brehmen       | Brehmen ⊙    | Viereckschanze | Die kleinere von zwei Keltenschanzen bei Brehmen. Südlich der Hauptschanze ein 500 Meter langer Wall und wiederum südlich hiervon eine zweite kleinere Schanze. | abgegangen, Reste sichtbar |      |
| Bettendorfsches Schloss Gissigheim | Gissigheim ⊙ | Schloss        | Im 18. Jahrhundert errichtet als Winkelhakenbau mit Mansarddach, geohrten Fenstern und rundbogiger Hofdurchfahrt.                                               | erhalten                   |      |
| Burg Königheim                     | Königheim ⊙  | Burgstall      | Besitzer waren die Grafen von Wertheim und die Herren von Königheim.                                                                                            | abgegangen                 |      |

### Külsheim
Liste der Burgen, Schlösser, Adelssitze und wehrhafte Stätten in Külsheim mit den Stadtteilen Eiersheim, Hundheim, Külsheim, Steinbach, Steinfurt und Uissigheim:
sowie Bilder der Burgen und Schlösser
| Name                                    | Ort, Lage    | Typ              | Geschichte | Zustand                                      | Bild |
| --------------------------------------- | ------------ | ---------------- | --- | -------------------------------------------- | ---- |
| Schloss Külsheim                        | Külsheim ⊙   | Schloss          | Um 1000 erbaut. Um 1260 Durchführung von Aus-/Umbauten. 15./16. Jh. Umbau zur Schlossanlage. 1482–1485 Bau des Südflügels auf älteren Mauerresten. 1509 Bau des Westflügels. Zweite Hälfte 16. Jh. Durchführung von Aus-/Umbauten. 1687 Umbau der Anlage. 1874 Ausbau des Schlosses zu einer Schule mit Lehrerwohnungen, Bau des Treppenturms im Schlosshof an der Stelle eines älteren. seit 1971 Nutzung durch die Stadtverwaltung. | erhalten; heute Rathaus                      |      |
| Stadtbefestigung Külsheim               | Külsheim ⊙   | Stadtbefestigung | Historische Stadtbefestigung mit Stadtmauern, Türmen und Toren, mittelalterlich. Erhalten ist unter anderem der Schlossturm. | abgegangen, Reste erhalten                   |      |
| Wehrkirche St. Martin Külsheim          | Külsheim ⊙   | Wehrkirche       | Wehrkirche; unter anderem Schlüssellochscharte im Kirchturm. | erhalten                                     |      |
| Burg Uissigheim (Wehrkirche Uissigheim) | Uissigheim ⊙ | Burgstall        | Diente den Herren von Uissigheim als Sitz. Die Burg lag einst in der Burgstraße gegenüber der Kirche St. Laurentius in der Ortsmitte. | abgegangen; Bergfried als Kirchturm erhalten |      |

### Lauda-Königshofen
Liste der Burgen, Schlösser, Adelssitze und wehrhafte Stätten in Lauda-Königshofen mit den Stadtteilen Beckstein, Deubach, Gerlachsheim, Heckfeld, Königshofen, Lauda, Marbach, Messelhausen, Oberbalbach, Oberlauda, Sachsenflur und Unterbalbach:
sowie Bilder der Burgen und Schlösser
| Name                                                                              | Ort, Lage      | Typ              | Geschichte | Zustand                                       | Bild |
| --------------------------------------------------------------------------------- | -------------- | ---------------- | --- | --------------------------------------------- | --- |
| Schloss Gerlachsheim (Kloster Gerlachsheim)                                       | Gerlachsheim ⊙ | Schloss          | 1197 als Prämonstratenserinnenkloster errichtet. Hufeisenförmiger barocker Konventbau mit Satteldach. 1721–1723 Neubau des Konvents. | erhalten                                      | |
| Stadtbefestigung Königshofen (Ortsbefestigung Königshofen)                        | Königshofen ⊙  | Stadtbefestigung | Historische Stadtbefestigung mit Stadtmauern, mittelalterlich. Reste der Mauerbefestigung sichtbar. | abgegangen, Reste erhalten                    | |
| Wartturm Königshofen                                                              | Königshofen ⊙  | Warte            | Königshofener Warte auf dem Turmberg östlich von Königshofen. | erhalten                                      | |
| Wehrkirche St. Mauritius Königshofen                                              | Königshofen ⊙  | Wehrkirche       | Kirchenburg; Erbaut im 11./12. Jh.; Ausbau im 15. Jh. (spätere Veränderungen); Massiver Kirchturm; Gaden-Kirchenburg; rekonstruierte Gade. | erhalten                                      | |
| Burg Lauda                                                                        | Lauda          | Burgstall        | Die genaue Entstehungszeit ist unbekannt. Möglicherweise älter als die ebenfalls abgegangene Burg Oberlauda. Die älteste erhaltene urkundliche Erwähnung von Lauda stammt aus dem Jahr 1150. Damals war Lauda Eigentum der auf der Burg ansässigen Edelherren von Luden (d. i. Lauda). | abgegangen                                    | |
| Stadtbefestigung Lauda                                                            | Lauda ⊙        | Stadtbefestigung | Historische Stadtbefestigung mit Stadtmauer, Türmen und Toren, mittelalterlich. Reste der Stadtbefestigung bei Gäßleinsweg, Kapellenstraße 10, Obere Torgasse 3, 7, Oberlaudaer Straße, Pfarrstraße 17, Rathausstraße und Zehntgasse. | abgegangen; erhalten: Oberes Tor, Runder Turm | |
| Wehrkirche St. Jakobus Lauda                                                      | Lauda ⊙        | Wehrkirche       | Wehrkirche mit Schießscharten in Kirchturm. | erhalten                                      | |
| Burg Messelhausen (Wasserburg Messelhausen)                                       | Messelhausen ⊙ | Burgstall        | Ehemalige Wasserburg, an deren Stelle später das Kloster bzw. Schloss Messelhausen errichtet wurde. | abgegangen                                    | |
| Schloss Messelhausen (Kloster Messelhausen)                                       | Messelhausen ⊙ | Schloss          | 1740–1743 an der Stelle einer alten Wasserburg errichtet. Schlichter, dreigeschossiger, langgestreckter Bau, durch Mittelrisalit und Ecklisenen gegliedert. | erhalten                                      | |
| Burg Oberlauda (Oberes Schloss)                                                   | Oberlauda ⊙    | Burgstall        | 12./13. Jh. erbaut. Um 1525 im Bauernkrieg zerstört. Im 19. Jh. abgebrochen. | abgegangen                                    | |
| Unteres Schloss Oberlauda                                                         | Oberlauda ⊙    | Schloss          | Um 1537 errichtet. 1917 abgebrannt. Reste der Ökonomiegebäude sind erhalten. | abgegangen, Reste erhalten                    | Bild gesucht Die Wikipedia wünscht sich an dieser Stelle ein Bild vom hier behandelten Ort. Weitere Infos zum Motiv findest du vielleicht auf der Diskussionsseite . Falls du dabei helfen möchtest, erklärt die Anleitung , wie das geht. BW |
| Schloss Sachsenflur                                                               | Sachsenflur ⊙  | Schloss          | Um 1583 Aus- oder Neubau der Anlage. | erhalten                                      | |
| Obere Burg Unterbalbach (Oberes Schloss Unterbalbach)                             | Unterbalbach ⊙ | Burgstall        | Die Obere Burg stand an der Stelle des heutigen Schulhauses. Sie war mit Wall, Graben und Vorhof umgeben. 1463 wurde die Obere Burg belagert, jedoch nicht gestürmt. Später diente sie als Amtshaus des Deutschen Ordens. Heute erinnert die Burgwiesenstraße an die einstige Anlage. | abgegangen                                    | |
| Untere Burg Unterbalbach (Unteres Schloss Unterbalbach) (Wasserburg Unterbalbach) | Unterbalbach ⊙ | Burgstall        | Die Untere Burg war um 1345 hohenlohesches Lehen für Konrad Krumlin von Balbach, bevor sie zum Ganerbiat wurde, an dem vor allem die Truchsessen von Baldersheim, die sich auch „von Balbach“ nannten, und die Sützel von Mergentheim beteiligt waren. Die Sützel übernahmen 1479 die Anteile der Truchsessen. 1486 erwarb der Würzburger Bischof die Herrschaftsrechte. 1590 wurden die Burg an den Deutschen Orden verkauft. Heute erinnert der Straßenname Untere Burg an die einstige Anlage. | abgegangen                                    | |

### Niederstetten
Liste der Burgen, Schlösser, Adelssitze und wehrhafte Stätten in Niederstetten mit den Stadtteilen Adolzhausen, Herrenzimmern, Niederstetten, Oberstetten, Pfitzingen, Rinderfeld, Rüsselhausen, Vorbachzimmern, Wermutshausen und Wildentierbach:
| Name                                  | Ort, Lage           | Typ                | Geschichte | Zustand                            | Bild |
| ------------------------------------- | ------------------- | ------------------ | --- | ---------------------------------- | --- |
| Schloss Haltenbergstetten             | Haltenbergstetten ⊙ | Schloss            | Um 1200 für die Herren von Haldenberg errichtet. 1219 erwähnt. 1416 Errichtung eines Neubaus. 1550–1572 Ausbau zur Schlossanlage in den Formen der Spätgotik und Frührenaissance. 1641 umgebaut. 1719 umgebaut. | erhalten                           | |
| Landturm Heimberg                     | Heimberg            | Landhege, Landturm | Ehemaliger Landturm als Teil der Rothenburger Landhege. Befestigungswälle (erbaut 1420–1450) zur Verteidigung des zur Stadt Rothenburg gehörenden Gebietes mit 183 Ortschaften. | abgegangen, Reste erhalten         | Bild gesucht Die Wikipedia wünscht sich an dieser Stelle ein Bild vom hier behandelten Ort. Weitere Infos zum Motiv findest du vielleicht auf der Diskussionsseite . Falls du dabei helfen möchtest, erklärt die Anleitung , wie das geht. BW |
| Burg Herrenzimmern                    | Herrenzimmern       | Burgstall          | 1347 erwähnt. Um 1450 zerstört. Geringe Reste erhalten. | abgegangen, geringe Reste erhalten | Bild gesucht Die Wikipedia wünscht sich an dieser Stelle ein Bild vom hier behandelten Ort. Weitere Infos zum Motiv findest du vielleicht auf der Diskussionsseite . Falls du dabei helfen möchtest, erklärt die Anleitung , wie das geht. BW |
| Burg Zimmern                          | Herrenzimmern       | Burgstall          | 1219 erwähnt. Gräben und Grundmauern erhalten. | abgegangen, Reste erhalten         | Bild gesucht Die Wikipedia wünscht sich an dieser Stelle ein Bild vom hier behandelten Ort. Weitere Infos zum Motiv findest du vielleicht auf der Diskussionsseite . Falls du dabei helfen möchtest, erklärt die Anleitung , wie das geht. BW |
| Stadtbefestigung Niederstetten        | Niederstetten ⊙     | Stadtbefestigung   | Mittelalterliche Stadtbefestigung mit Stadtmauerresten und Türmen. Einzelne Türme und Mauerreste erhalten. Die ehemalige Stadtbefestigung wird auch im Stadtwappen aufgegriffen. Die Blasonierung des Wappens lautet: In Blau eine silberne Burg mit durchgehender gequaderter Zinnenmauer und zwei Zinnentürmen mit roten Spitzdächern, zwischen ihnen auf gestufter Zinne an schwarzem Mast eine rotsilberne Hissflagge, das Tor belegt mit einem fünfmal von Rot und Silber gespaltenen Schild. | abgegangen, Reste erhalten         | |
| Wehrkirche St. Jakob Niederstetten    | Niederstetten ⊙     | Wehrkirche         | Kirchenburg; erbaut im 12/13. Jahrhundert; spätere Veränderungen; massiver Kirchturm (gleichzeitig Torturm) mit Schießscharten; Langhaus teils romanisch mit Schießscharten. | erhalten                           | |
| Schloss Oberstetten                   | Oberstetten         | Schloss            | Im 13. Jh. erwähnt. 1441 zerstört. | abgegangen                         | |
| Wehrkirche St. Bonifatius Oberstetten | Oberstetten ⊙       | Wehrkirche         | Wehrkirche mit Kirchhofmauer. Kirchenburg; Erbaut im 12/13. Jahrhundert; spätere Veränderungen; Reste der festen Kirchhofmauer und ortsseitiger Graben; Massiver Kirchturm mit Schießscharten; Festes Langhaus mit veränderten Schießscharten. | erhalten                           | |
| Burg Pfitzingen                       | Pfitzingen          | Burgstall          | Verschwundene Burg. | abgegangen                         | |
| Dorfbefestigung Pfitzingen            | Pfitzingen          | Dorfbefestigung    | Reste der ehemaligen Dorfbefestigung (Ummauerung). | abgegangen, Reste sichtbar         | |
| Schlösschen Pfitzingen                | Pfitzingen ⊙        | Schloss            | Das ehemalige Schlösschen war wahrscheinlich ein ehemaliges Jagdschloss mit Zehntscheuer und großen Kellern. | erhalten, heute Schulbauernhof     | |
| Wehrkirche Rinderfeld                 | Rinderfeld ⊙        | Wehrkirche         | Eine Wehrkirche mit Kirchhofbefestigung. Romanische Chorturmkirche mit profiliertem Rundbogenportal, Kirchenschiff gotisch umgestaltet, 1607 bez. und Kirchhofmauer mit rundbogigem Eingang. | erhalten                           | |
| Wehrkirche St. Martin Rüsselhausen    | Rüsselhausen ⊙      | Wehrkirche         | Da der Ortsadel in Herrenzimmern war, wurde die Kirche als Wehrkirche gebaut. Im Kirchturm fand die Bevölkerung bei Bedarf eine Zuflucht. | erhalten                           | |
| Keltische Viereckanlage Wermutshausen | Wermutshausen ⊙     | Viereckschanze     | Keltische Viereckschanze aus der Latènezeit bei Wermutshausen. | abgegangen, Reste sichtbar         | |
| Wehrkirche Wermutshausen              | Wermutshausen ⊙     | Wehrkirche         | Kirchenburg; Erbaut im 12/13. Jh.; spätere Veränderungen; mit Resten einer romanischen Wehrkirche; Feste Kirchhofmauer erhalten (ohne Wehrgang); im Nordwesten Rest eines Rundturms. | erhalten                           | |
| Burg Wildentierbach                   | Wildentierbach ⊙    | Burgstall          | Im 13. Jh. erbaut. 1303 erwähnt. Um 1400 aufgegeben. 1509 zerstört. | abgegangen                         | |
| Wehrkirche Wildentierbach             | Wildentierbach ⊙    | Wehrkirche         | Romanische Wehrkirche mit Veränderungen und Wehrmauer mit Eingangsturm. Befestigter Kirchhof mit Torturm und Mantelmauer mit Schießscharten, Rest einer Eckkonsole eines verschwundenen Eckturmes. | erhalten                           | |

### Tauberbischofsheim
Liste der Burgen, Schlösser, Adelssitze und wehrhafte Stätten in Tauberbischofsheim mit den Stadtteilen Dienstadt, Distelhausen, Dittigheim, Dittwar, Hochhausen, Impfingen und Tauberbischofsheim:
sowie Bilder der Burgen und Schlösser
| Name                                      | Ort, Lage            | Typ              | Geschichte | Zustand                                                           | Bild |
| ----------------------------------------- | -------------------- | ---------------- | --- | ----------------------------------------------------------------- | ---- |
| Schloss Abendantz                         | Distelhausen ⊙       | Schloss          | 1758 erbaut. | erhalten, heute Feuerwehrhaus                                     |      |
| Zobelschloss Distelhausen                 | Distelhausen ⊙       | Schloss          | Um 1840 erbaut. 1958–1979 Nutzung als Landwirtschaftsschule. Seit 2003 Nutzung als Kreismedienzentrum. | erhalten                                                          |      |
| Burg Dittwar (Burg Helle)                 | Dittwar ⊙            | Burgstall        | 1196 erwähnt, als diese durch Schenkung des Heinrich von Lauda ans Hochstift Würzburg gelangte. 1245, 1369, 1371, und im 15. Jahrhundert weitere Erwähnungen der Burg im Zuge von Eigentümerwechseln. 1631 zerstört. Reste der Burg noch 1707 letztmals erwähnt. | abgegangen                                                        |      |
| Dorfbefestigung Hochhausen                | Hochhausen ⊙         | Dorfbefestigung  | Historische Dorfbefestigung mit Dorfmauer. Überreste der ehemaligen Dorfummauerung zwischen der Straße Zum Oberen Tor und der Schutzengelgasse sichtbar. | abgegangen, Reste erhalten                                        |      |
| Wehrkirche Hochhausen (St. Pankratius)    | Hochhausen ⊙         | Wehrkirche       | Gotischer Turm mit wehrkirchenhaften Elementen von 1329. Kirchturm mit Schlüsselloch-Schießscharten. Ob der Turm einst in die historische Dorfbefestigung mit Dorfmauer eingebunden war, ist nicht bekannt. Neubau der restlichen Kirche 1960.                   | abgegangen, Reste erhalten (Turm)                                 |      |
| Kurmainzisches Schloss Tauberbischofsheim | Tauberbischofsheim ⊙ | Schloss          | Ende 13. Jh. erbaut. 1259 erwähnt. 1350/1650 Errichtung eines Neubaus. | erhalten                                                          |      |
| Stadtbefestigung Tauberbischofsheim       | Tauberbischofsheim ⊙ | Stadtbefestigung | Historische Stadtbefestigung mit Stadtmauern, Türmen und Toren. | abgegangen; erhalten Hungerturm mit Stadtmauerresten am Mühlkanal |      |

### Weikersheim
Liste der Burgen, Schlösser, Adelssitze und wehrhafte Stätten in Weikersheim mit den Stadtteilen Elpersheim, Haagen, Honsbronn, Laudenbach, Nassau, Neubronn, Queckbronn, Schäftersheim und Weikersheim:
sowie Bilder der Burgen und Schlösser
| Name                                            | Ort, Lage       | Typ              | Geschichte | Zustand                                                            | Bild |
| ----------------------------------------------- | --------------- | ---------------- | --- | ------------------------------------------------------------------ | ---- |
| Jagdschloss Karlsberg (Jagdschloss Carlsberg)   | Karlsberg ⊙     | Jagdschloss      | Von 1727 bis 1736 als Jagdschloss mit vier umgebenden Pavillons für Graf Karl Ludwig durch Johann Christian Lüttich errichtet. 1742/43 wurde ein Neubau errichtet. Nach 1860 wurde das Schloss abgerissen. Heute sind noch zwei der vier Pavillons erhalten. | abgegangen; zwei Begleitpavillons erhalten; heute private Nutzung. |      |
| Burg Laudenbach (Wasserburg Laudenbach)         | Laudenbach ⊙    | Burgstall        | Ehemalige Wasserburg, mittelalterlich, an deren Stelle später das Schloss Laudenbach errichtet wurde. | abgegangen                                                         |      |
| Dorfbefestigung Laudenbach                      | Laudenbach ⊙    | Dorfbefestigung  | Teile der historischen Dorfbefestigung sind erhalten, darunter der runde Herkelsturm (volkstümliche Aussprache: Hergelsdure) aus dem 15. Jahrhundert. | abgegangen, Reste erhalten                                         |      |
| Schloss Laudenbach                              | Laudenbach ⊙    | Schloss          | 1459 erbaut. Um 1576 erfolgte ein Umbau und die Aufstockung des Schlosses in den heutigen Ausmaßen. Das Schloss steht an der Stelle einer mittelalterlichen Wasserburg. | erhalten                                                           |      |
| Jagdschloss Louisgarde (Jagdschloss Lochgarten) | Louisgarde ⊙    | Jagdschloss      | Im 18. Jh. erbaut. Ehemaliges Prämonstratenserinnenkloster. | erhalten                                                           |      |
| Wehrkirche Schäftersheim                        | Schäftersheim ⊙ | Wehrkirche       | Es handelt sich um eine Chorturmkirche mit spätromanischem Turm. Im Kircheninneren befinden sich mittelalterliche Wandmalereien. | erhalten                                                           |      |
| Schloss Weikersheim                             | Weikersheim ⊙   | Schloss          | Um 1160 für die Herren von Hohenlohe (Stammsitz) errichtet. 1153 erwähnt (Cunradus de Wigartesheim). 1586–1603 Errichtung eines Neubaus für Graf Wolfgang II. (Georg Stegle). 1595–1598 Errichtung des südlichen Schlossflügels. 1634 im Dreißigjährigen Krieg geplündert. 1679–84 Bau des Marstallgebäudes und des stadtseitigen Schlossflügels durch Graf Siegfried. Ab 1708 Errichtung des Langenburger Baus. 1719–29 Errichtung der Arkadenbauten. 1756 nach dem Tod Graf Carl Ludwigs wird das Schloss nur noch selten genutzt und bleibt fast unverändert. | erhalten                                                           |      |
| Stadtbefestigung Weikersheim                    | Weikersheim ⊙   | Stadtbefestigung | Historische Stadtbefestigung mit Stadtmauer, Türmen und Toren. | abgegangen; Unteres Tor erhalten, sog. Gänsturm                    |      |
| Wartturm Weikersheim                            | Weikersheim ⊙   | Warte            | Wartturm am Winterberg nordwestlich von Weikersheim. | erhalten                                                           |      |

### Werbach
Liste der Burgen, Schlösser, Adelssitze und wehrhafte Stätten in Werbach mit den Gemeindeteilen Brunntal, Gamburg, Niklashausen, Wenkheim, Werbach und Werbachhausen:
sowie Bilder der Burgen und Schlösser
| Name                          | Ort, Lage  | Typ             | Geschichte | Zustand                                       | Bild |
| ----------------------------- | ---------- | --------------- | --- | --------------------------------------------- | ---- |
| Dorfbefestigung Gamburg       | Gamburg ⊙  | Dorfbefestigung | Das Dorf Gamburg wurde einst durch Hagzäune, Schanzgräben und Tore befestigt, die einen Gürtel und eine Einheit bildeten, die in das Verteidigungssystem der Burg mit einbezogen wurde und in der die Bevölkerung Schutz fand. Reste eines Torturms mit Befestigungsmauern zur Burg hin (das Krappentor-Türmle, auch Buschertürmle) sind noch erhalten. 1915 wurde das letzte der fünf Tore in der einstigen Ortsmauer, das Mühlentor, abgerissen. | abgegangen, Reste erhalten (Turm)             |      |
| Hahnenbürglein (Heimbürglein) | Gamburg ⊙  | Burg, Turm      | Ersterwähnung 1630 als Weinberg im „Heimbürglein“. Nur noch geringe Reste als Bodenformation sichtbar. Man ging von einer ehemaligen kleinen Burg aus. Möglicherweise handelte es sich nur um einen befestigten Turm. Als strategischer Aussichtspunkt über der Tauber war diese Stelle geeignet. | abgegangen; Reste als Bodenformation sichtbar |      |
| Burg Gamburg (Oberes Schloss) | Gamburg ⊙  | Burg            | Im 12. Jahrhundert gegründete Spornburg. Der Begriff Oberes Schloss entstand zur Unterscheidung der Burg Gamburg vom Unteren Schloss Gamburg. | erhalten                                      |      |
| Unteres Schloss Gamburg       | Gamburg ⊙  | Schloss         | Im 16. Jahrhundert erbauter, ehemaliger Freihof. Der Begriff Unteres Schloss entstand zur Unterscheidung von der Burg Gamburg, auch Oberes Schloss genannt. | erhalten                                      |      |
| Schloss Wenkheim              | Wenkheim ⊙ | Schlossrest     | Im 16. Jahrhundert wurde ein Neubau errichtet. Die Herren von Wenkheim und der Hund von Wenkheim waren Besitzer. 1673 im Holländischen Krieg durch französische Truppen zerstört. | abgegangen; Bergfried als Kirchturm erhalten  |      |

### Wertheim
Liste der Burgen, Schlösser, Adelssitze und wehrhafte Stätten in Wertheim mit den Stadtteilen Bettingen, Dertingen, Dietenhan, Dörlesberg, Grünenwört, Höhefeld, Kembach, Lindelbach, Mondfeld, Nassig, Reicholzheim, Sachsenhausen, Sonderriet, Urphar, Waldenhausen und Wertheim:
sowie Bilder der Burgen und Schlösser
| Name                                                               | Ort, Lage      | Typ                    | Geschichte | Zustand                             | Bild |
| ------------------------------------------------------------------ | -------------- | ---------------------- | --- | ----------------------------------- | ---- |
| Talsperre Bestenheid                                               | Bestenheid     | Talsperre              | Spätmittelalterliche Talsperre, 1378 errichtet. Die Talsperre Bestenheid sicherte die linksufrige Taubervorstadt von Wertheim sowie die Straße nach Miltenberg. | abgegangen, Reste mit Turm erhalten |      |
| Burg Bronnbach                                                     | Bronnbach      | Burgstall              | Das spätere Kloster der Zisterzienser bzw. das Schloss Bronnbach ist aus der nicht mehr genau lokalisierbaren Burg hervorgegangen. | abgegangen                          |      |
| Schloss Bronnbach (Kloster Bronnbach)                              | Bronnbach ⊙    | Schloss, ehem. Kloster | Ehemaliges Zisterzienserkloster, barocke Bauten. Nach 1803 Ausbau der Klosteranlage zum Schloss. | erhalten                            |      |
| Dorfbefestigung Dertingen                                          | Dertingen      | Dorfbefestigung        | Historische Dorfbefestigung. Aus Bruchsteinen gemauerte Dorfmauer mit vorgelagertem Grabenbereich und Wallanlage. In weiten Teilen überlieferte Reste der einstigen Dorfbefestigung. | abgegangen, Reste erhalten          |      |
| Wehrkirche Dertingen                                               | Dertingen ⊙    | Wehrkirche             | Im 13. Jahrhundert errichtet. | erhalten                            |      |
| Wehrkirche Eichel                                                  | Eichel ⊙       | Wehrkirche             | Veitskirche in Eichel. Romanischer Bau mit Kirchhofmauer, darin Rundbogenportal. | erhalten                            |      |
| Schlösschen im Hofgarten (Hofgartenschlösschen)                    | Hofgarten ⊙    | Schloss                | Im Jahre 1777 von Graf Friedrich Ludwig als Sommerresidenz errichtetes kleines Rokokoschloss. | erhalten                            |      |
| Wehrkirche Urphar                                                  | Urphar ⊙       | Wehrkirche             | Wehrkirche St. Jakob Urphar. Kleine Anlage mit burgartigen Turm, viereckiger, romanischer Turmschaft, steiles Zeltdach aus spätgotischer Zeit. | erhalten                            |      |
| Wehrkirche Waldenhausen                                            | Waldenhausen ⊙ | Wehrkirche             | Romanisch-gotischer Bau mit Kirchhofmauer, um 8. Jahrhundert und 15. Jahrhundert. Einstige Wehrkirche; das ursprüngliche Patrozinium der zunächst katholischen Kirche lautete St. Peter und St. Antonius; Darstellungen der beiden Heiligen sind als Fresken auf der Chorabschlusswand erhalten; seit der Reformation als Evangelische Kirche geführt. | erhalten                            |      |
| Burg Siebeneck                                                     | Wertheim ⊙     | Burgstall, Ortsburg    | Ehemalige Burg Siebeneck westlich der Bebauung im Altstadtgebiet. Im 19. Jh. abgebrochen. | abgegangen                          |      |
| Burg Wertheim                                                      | Wertheim ⊙     | Burgruine              | Um 1170/80 für die Grafen von Wertheim errichtet. 1183/92 erwähnt. 12./13. Jh. Ausbau der Burg unter Einbeziehung der Stadt Wertheim, um 1235 Bau von Palas und Bergfried. 14./15. Jh. Erweiterung der Burganlage, Befestigung der Außenwerke. Nach 1454 Errichtung von Johannbau und Johannschnecke. 1506 Bau des spätgotischen Altans. 1562 Errichtung des Renaissanceportals. Um 1600 Errichtung des Löwensteiner Baus. März 1619 nach einer Pulverexplosion ausgebrannt, anschließend Durchführung von Instandsetzungsarbeiten. 1631 im Dreißigjährigen Krieg beschädigt. 1647 erneute Besetzung der Burg im Dreißigjährigen Krieg durch schwedische Truppen. 1668 Einsturz des mittelalterlichen Torturms. 1742–1745 Umbau des mittelalterlichen Torbaus zum Neuen Archiv. 19. Jh. erste Sanierungsmaßnahmen. Ab 1982 umfassende Sanierung. | abgegangen, große Reste erhalten    |      |
| Erbgrafenhaus Wertheim (Neuer Bau Wertheim)                        | Wertheim ⊙     | Schloss                | 1545/48 erbaut. | erhalten                            |      |
| Fürstliche Hofhaltung Wertheim (Rosenbergsche Hofhaltung Wertheim) | Wertheim ⊙     | Schloss                | 16./17. Jh. erbaut. 1749 Durchführung von Aus-/Umbauten. 19. Jh. Durchführung von Aus-/Umbauten. | erhalten, heute Rathaus             |      |
| Klinkards- und Rankenhof Wertheim                                  | Wertheim ⊙     | Herrenhaus             | 1540 Durchführung von Aus-/Umbauten. 1889 Durchführung von Aus-/Umbauten. | erhalten, heute Museum              |      |
| Stadtbefestigung Wertheim                                          | Wertheim ⊙     | Stadtbefestigung       | Stadtmauerreste mit Türmen und Toren an mehreren Stellen in der Stadt. | abgegangen, Reste erhalten          |      |
| Spitzer Turm                                                       | Wertheim ⊙     | Warte                  | Um 1180 errichtet, der Oberbau um 1450. Ehemaliger Wartturm im Bereich der Mündung der Tauber in den Main. Teil der ehemaligen Stadtbefestigung. | erhalten                            |      |
| Wartturm Wertheim                                                  | Wertheim ⊙     | Warte                  | Wartturm oberhalb von Wertheim. | erhalten                            |      |

### Wittighausen
Liste der Burgen, Schlösser, Adelssitze und wehrhafte Stätten in Wittighausen mit den Gemeindeteilen Oberwittighausen, Poppenhausen, Unterwittighausen und Vilchband:
| Name                      | Ort, Lage      | Typ             | Geschichte                                                                   | Zustand                         | Bild |
| ------------------------- | -------------- | --------------- | ---------------------------------------------------------------------------- | ------------------------------- | ---- |
| Wehrkirche St. Martin     | Poppenhausen ⊙ | Wehrkirche      | Erstmals 1184 erwähnt. Glockenturm und Langhaus aus dem 11./12. Jahrhundert. | erhalten                        |      |
| Dorfbefestigung Vilchband | Vilchband ⊙    | Dorfbefestigung | Reste der Ortsmauer, wohl 16./17. Jahrhundert; geohrtes Portal.              | abgegangen; Mauerreste erhalten |      |